# Hugo Brouwer

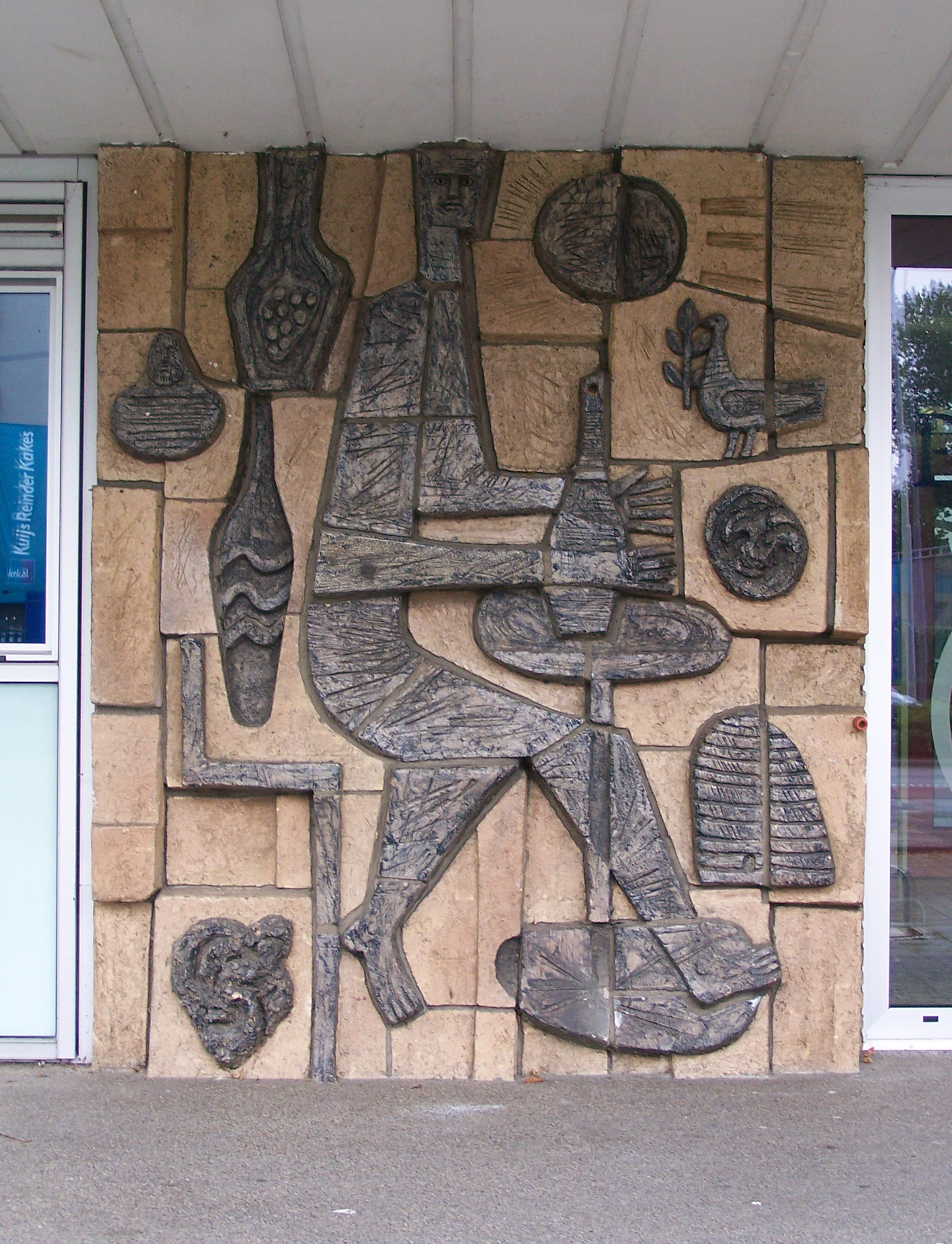

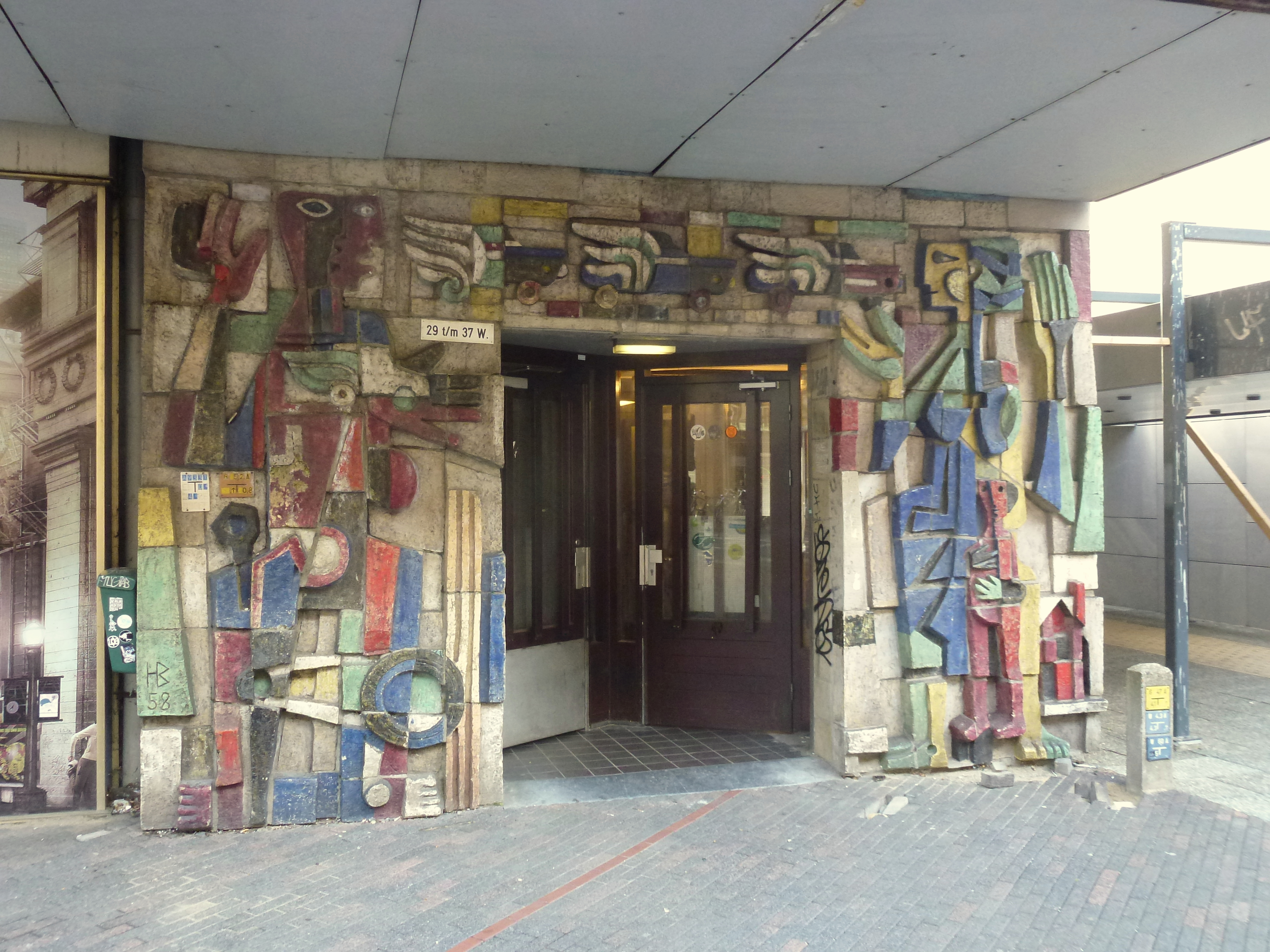

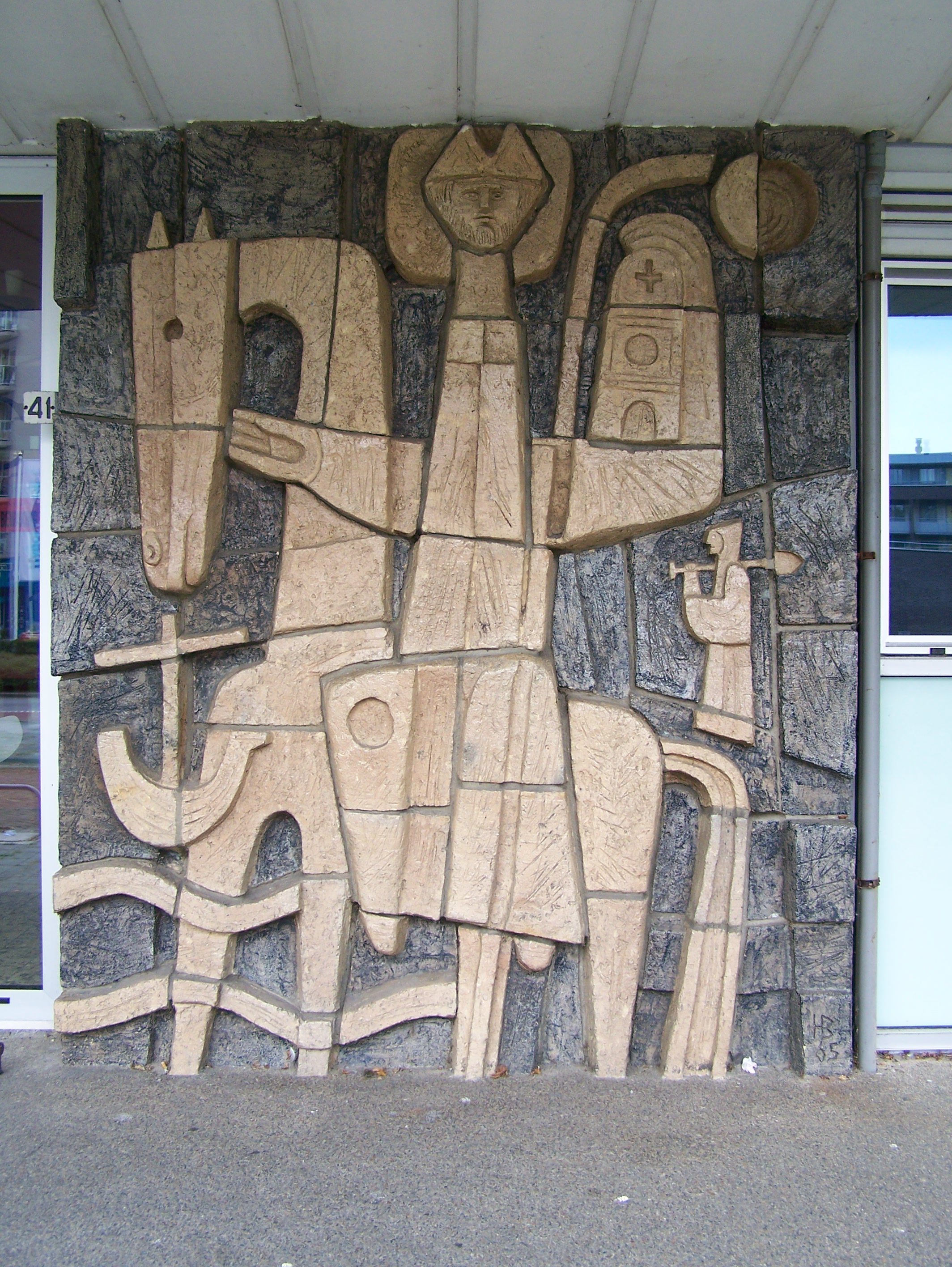
St. Willibrordus, Vondelstraat in Alkmaar

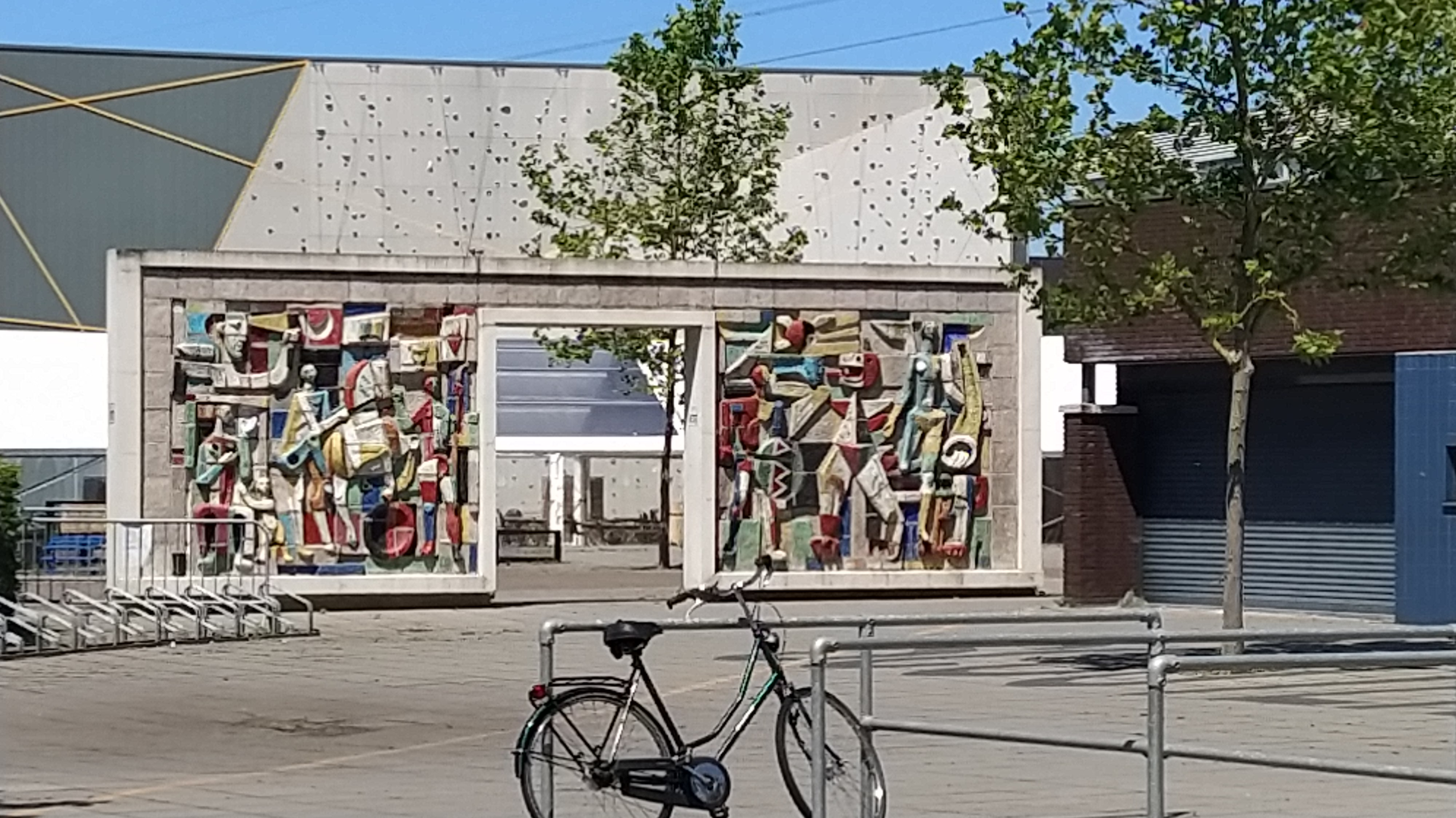
Muurplastiek van oude gevel RSG Breda, nu op schoolplein Graaf Engelbrecht.

Hugo Jacobus Marie (of Maria) Brouwer (Den Haag, 24 april 1913 - Groningen, 19 augustus 1986) was een Nederlandse schilder, mozaïekkunstenaar, glazenier en beeldhouwer.

## Leven en werk
Brouwer studeerde aan de kunstacademies München, Berlijn en Den Haag. Hij was een veelzijdig kunstenaar, die monumentale kunstwerken voor kerkelijke en wereldlijke gebouwen heeft vervaardigd, maar soms ook kleinere werken.
Werk van Brouwer bevindt zich onder meer in het Museum Kempenland te Eindhoven. Brouwer heeft diverse latere kunstenaars geïnspireerd, waaronder Leo Achterbergh en Antoon van Bakel. Hij woonde en werkte in Nuenen. In de omgeving van deze plaats zijn ook vele van zijn kunstwerken te vinden.

## Enkele werken
- Glas-in-loodramen in het Gemeentehuis te Nuenen, ontworpen in 1950 en aangeboden aan de bevolking van Nuenen door de na de Tweede Wereldoorlog uit Duitsland teruggekomen gerepatrieerden, als dank voor de door hen genoten gastvrijheid.
- De muurschildering in het overblijflokaal van de Van Maerlant College te Eindhoven, uit 1953.
- Beeld van Sint-Jozef met Christuskind, boven het ingangsportaal van het Franciscanessenklooster aan de Poeijersstraat te Eindhoven uit 1956
- Kruisbeeld in de buurtschap Boord bij Nuenen, geplaatst op Goede Vrijdag 1958.
- Een drieluik in de Sint-Andrieskerk te Nuenen uit 1964, dat na de sloop van deze kerk in 2007 naar de kerk van Odiliapeel is overgebracht.
- Mozaïek in het priesterkoor van de kerk Onbevlekt Hart van Maria in de wijk Molenveld te Weert uit 1965. Het is met 255 m2 mogelijk het grootste mozaïek van Nederland, geschonken door de industrieel H. Smeets uit Weert. Het kunstwerk toont taferelen die de Verlossing verzinnebeelden.
- Glas in lood diverse ramen in de kapel van Sint Servatius (Psychiatrisch Centrum) Venray.
- Muurplastiek van Rijksscholengemeenschap Breda, huidig Graaf Engelbrecht in de Haagse Beemden.

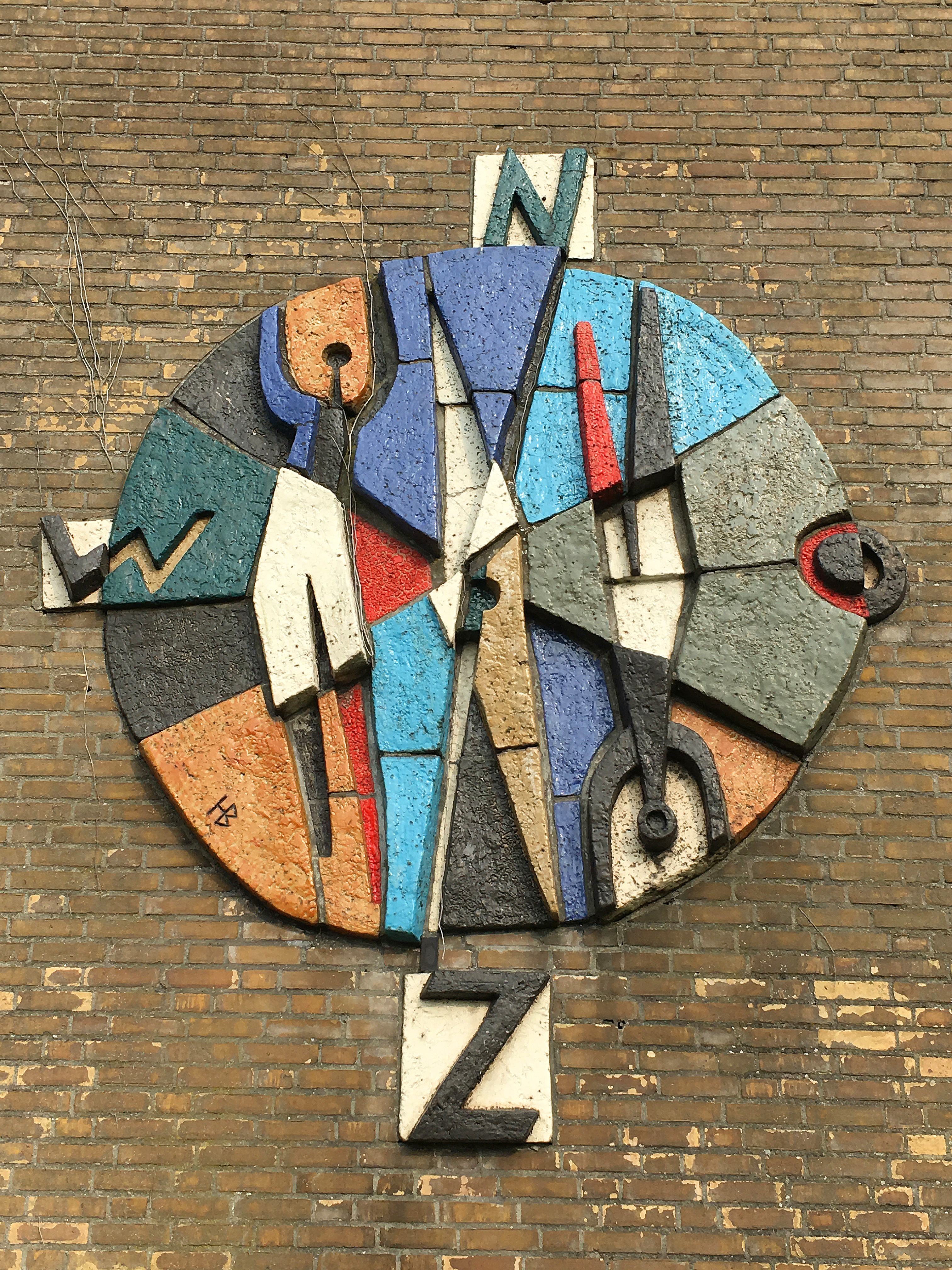
Mozaïek in gevel basisschool Het Kompas te Valkenswaard

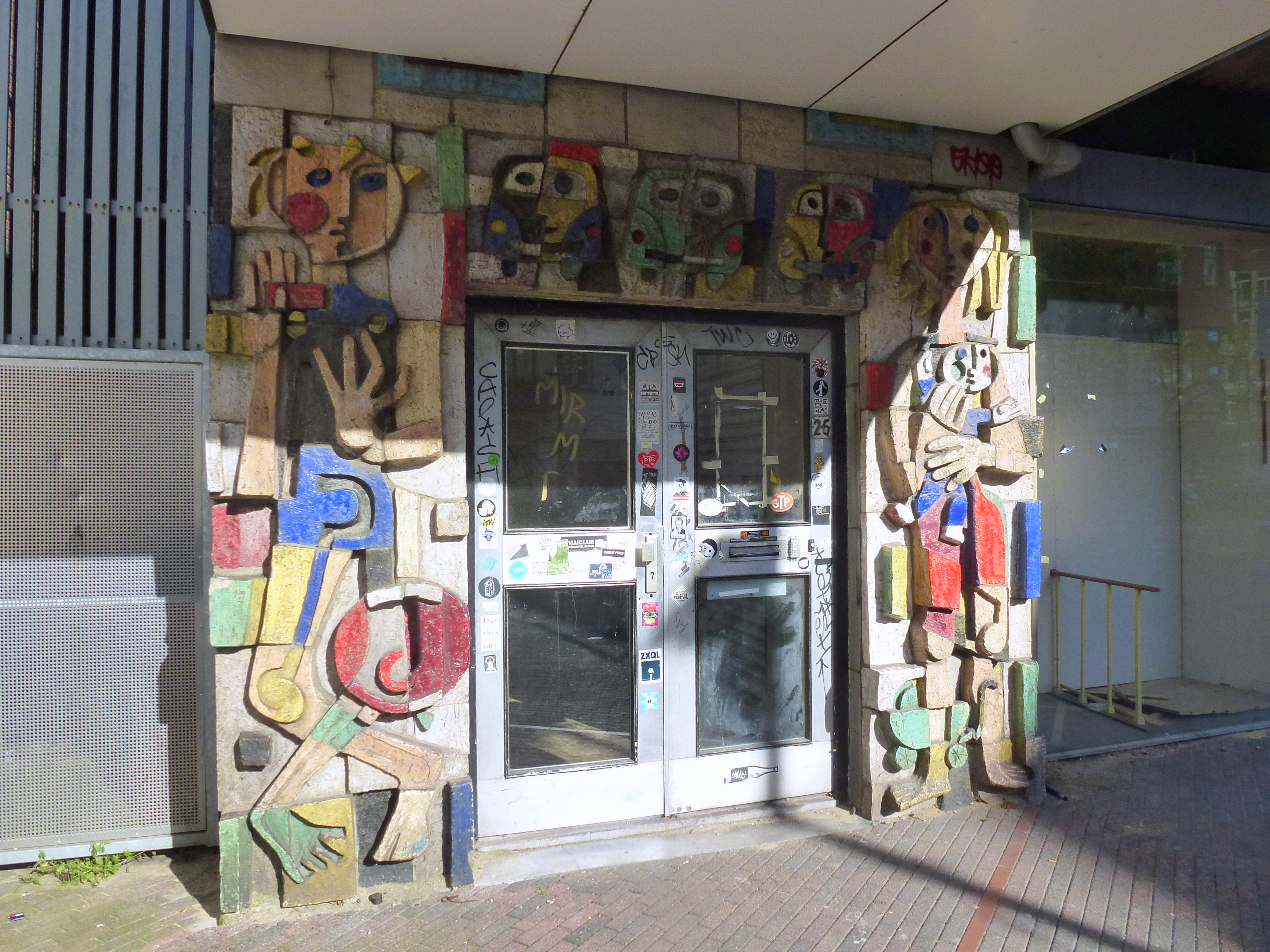

- Biografisch Portaal: 75700721
- International Standard Name Identifier: 0000 0004 2367 2096
- Nederlandse Thesaurus van Auteursnamen: 363053565
- RKD-Nederlands Instituut voor Kunstgeschiedenis: 13082
- Union List of Artist Names: 500093311
- Virtual International Authority File: 305817605
- WorldCat: E39PBJh8PGGcb6pvBGTgqKc3wC